# Probabilistische Aussage
Eine probabilistische Aussage (auch: Wahrscheinlichkeitsaussage) sagt über einen Sachverhalt (etwa das Zustandekommen eines Ereignisses) aus, dass dieser zu einer bestimmten Wahrscheinlichkeit besteht.
Mit Ausnahme logischer Schlussfolgerungen oder Schlüssen auf Basis strikt deterministischer Gesetze besteht in vielen Fällen keine ausreichende Rechtfertigung dafür, Gewissheit für bestimmte Sachverhalte zu beanspruchen. Oftmals können allerdings absolute oder relative, genaue oder ungefähre Wahrscheinlichkeitsbewertungen angegeben werden; es sind also nur Wahrscheinlichkeitsaussagen möglich. Solche Aussagen ermöglichen im Allgemeinen keine Bestimmung von Einzelfällen, vielmehr handelt es sich um statistische Aussagen über regelmäßig stattfindende Ereignisse. Im Übrigen werden aber unterschiedliche philosophische Interpretationen von Wahrscheinlichkeiten debattiert. Ein Grenzfall zur nichtprobabilistischen Aussage ist eine Wahrscheinlichkeitsbewertung mit 1.

## Beispiele
Beispiel: „Die Wahrscheinlichkeit dafür, dass ein Schüler mit einer Abiturnote von mindestens 3 einen Hochschulabschluss innerhalb von fünf Jahren erreicht, beträgt achtzig Prozent.“
Insbesondere in den Sozialwissenschaften müssen viele Aussagen probabilistisch bleiben, z. B. bei Umfrageergebnissen und Wahlprognosen. Auch in der Bioinformatik spielen probabilistische Aussagen eine große Rolle, da es große Mengen von Daten gibt, allerdings nur wenig Wissen über die Details der Vorgänge, aus denen diese Daten entstehen. Generell soll aus den lücken- und fehlerhaften Daten das zugrunde liegende Modell abgeleitet werden.
Die Basis vieler probabilistischer Modelle (Schätzung der Relevanzwahrscheinlichkeit) ist auf den Satz von Bayes zurückzuführen.
Die formale Logik stellt mit der Fuzzy-Logik, der probabilistischen bzw. possibilistischen Logik Instrumentarien bereit, auch Wahrscheinlichkeitsaussagen zu behandeln. Diese Techniken werden in unterschiedlichen Disziplinen verwendet, beispielsweise in verschiedenen Bereichen der Informatik, etwa für wissensbasierte Systeme.
In der Physik sind die allermeisten quantenmechanischen Berechnungen späterer Systemzustände nur probabilistisch, siehe Bornsche Regel.